# غيوفراي دوربانت
غيوفراي دوربانت مواليد (19 مايو 1992 في بوندي في فرنسا) هو لاعب كرة قدم فرنسي لعب سابقاً في نادي الفجيرة الإماراتي و منتخب غوادلوب.

## روابط خارجية
- غيوفراي دوربانت على موقع قاعدة بيانات كرة القدم.إي يو (الإنجليزية)
- غيوفراي دوربانت على موقع ناشيونال فوتبول تيمز (الإنجليزية)
- غيوفراي دوربانت على موقع Soccerway.com (الإنجليزية)
- غيوفراي دوربانت على موقع عالم كرة القدم.نت (الإنجليزية)
- غيوفراي دوربانت على موقع GSA (الإنجليزية)